# Landkreis Erlangen
Der Landkreis Erlangen gehörte zum bayerischen Regierungsbezirk Mittelfranken. Vor dem Beginn der bayerischen Gebietsreform am Anfang der 1970er Jahre umfasste der Landkreis 28 Gemeinden.

## Geographie

### Wichtige Orte
Die größten Orte waren Baiersdorf, Heroldsberg, Kalchreuth und Bubenreuth.

### Nachbarkreise
Der Landkreis grenzte Anfang 1972 im Uhrzeigersinn im Norden beginnend an die Landkreise Forchheim, Lauf an der Pegnitz und Nürnberg, an die kreisfreien Städte Nürnberg und Fürth, an den Landkreis Höchstadt an der Aisch sowie an die kreisfreie Stadt Erlangen.

## Geschichte

### Bezirksamt
Das Bezirksamt Erlangen folgte im Jahr 1862 dem flächengleichen Landgericht älterer Ordnung Erlangen.
Am 15. September 1924 wurde die Gemeinde Bruck des Bezirksamtes in die Stadt Erlangen eingegliedert.
1925 wurde die Gemeinde Büg nach Forth eingemeindet.

### Landkreis
Am 1. Januar 1939 wurde wie sonst überall im Deutschen Reich die Bezeichnung Landkreis eingeführt. So wurde aus dem Bezirksamt der Landkreis Erlangen.
Am 1. Juli 1972 wurde der Landkreis Erlangen im Zuge der Gebietsreform in Bayern aufgelöst:
- Die Gemeinden Eltersdorf, Frauenaurach, Hüttendorf, Kriegenbrunn und Tennenlohe wurden in die kreisfreie Stadt Erlangen eingegliedert.
- Alle übrigen Gemeinden wurden mit dem größten Teil des Landkreises Höchstadt an der Aisch sowie Teilen der Landkreise Bamberg, Forchheim, Lauf an der Pegnitz und Scheinfeld zu einem neuen Landkreis Erlangen zusammengeschlossen.[5][6][7] Am 1. Mai 1973 erhielt der neue Landkreis Erlangen die heutige Bezeichnung Landkreis Erlangen-Höchstadt.[8]

### Bezirksamtmänner/-oberamtmänner bis 1938, ab 1939 Landräte
- 1913–1932: Karl Redenbacher
- 1932–1945: Johann Keil
- 1948–1952: Willi Hönekopp

## Einwohnerentwicklung
| Jahr | Einwohner | Quelle |
| ---- | --------- | ------ |
| 1864 | 13.113    | [ 9 ]  |
| 1885 | 13.718    | [ 10 ] |
| 1900 | 13.040    | [ 11 ] |
| 1910 | 14.302    | [ 11 ] |
| 1925 | 12.721    | [ 12 ] |
| 1939 | 15.269    | [ 13 ] |
| 1950 | 26.179    | [ 14 ] |
| 1960 | 30.300    | [ 15 ] |
| 1971 | 40.900    | [ 16 ] |

## Gemeinden
Kursiv gesetzte Orte sind noch heute selbständige Gemeinden. Bei den Orten, die heute nicht mehr selbständig sind, ist vermerkt, zu welcher Gemeinde der Ort heute gehört.

Landkreis Erlangen, Gemeindegrenzenkarte von 1961

| Stadt 1. Baiersdorf Markt 1. Heroldsberg 2. Eschenau (Markt Eckental) | Weitere Gemeinden 1. Adlitz (Gemeinde Marloffstein) 2. Atzelsberg (Gemeinde Marloffstein) 3. Brand (Markt Eckental) 4. Bubenreuth 5. Buckenhof 6. Eltersdorf (Stadt Erlangen) 7. Forth (Markt Eckental) 8. Frauenaurach (Stadt Erlangen) 9. Großgeschaidt (Markt Heroldsberg) 10. Hüttendorf (Stadt Erlangen) 11. Kalchreuth 12. Kleingeschaidt (Markt Heroldsberg) 13. Kleinseebach (Gemeinde Möhrendorf) 14. Kriegenbrunn (Stadt Erlangen) 15. Marloffstein 16. Möhrendorf 17. Oberschöllenbach (Markt Eckental) 18. Röckenhof (Gemeinde Kalchreuth) 19. Rosenbach (Markt Neunkirchen am Brand, Landkreis Forchheim) 20. Spardorf 21. Tennenlohe (Stadt Erlangen) 22. Unterschöllenbach (Markt Eckental) 23. Uttenreuth 24. Weiher (Gemeinde Uttenreuth) 25. Wellerstadt (Stadt Baiersdorf) |

Die Gemeinde Büg wurde 1925 nach Forth eingemeindet.

## Kfz-Kennzeichen
Am 1. Juli 1956 wurde dem Landkreis bei der Einführung der bis heute gültigen Kfz-Kennzeichen das Unterscheidungszeichen ER zugewiesen. Es wird nur in der Stadt Erlangen durchgängig bis heute ausgegeben. Im Landkreis Erlangen-Höchstadt wurde es bis zum 11. Februar 1979 ausgegeben.